# 프리드리히 폰 호체
프리드리히 폰 호체 남작(Friedrich Freiherr (Baron) von Hotze, 1739년 4월 20일 ~ 1799년 9월 25일)는 프랑스 혁명 전쟁 기간 동안 오스트리아 군대에서 스위스 태생의 장군이었다. 그는 1차 연합 전쟁 동안 라인란트에서, 2차 연합 전쟁에서 스위스에서, 특히 1799년 5월 말 빈터투어 전투와 1799년 6월 초 제1차 취리히 전투에서 캠페인을 벌였다. 그는 2차 연합군이 벌였던 취리히 전투에서 전사했다.
호체는 1739년 4월 20일, 구스위스 연방(현재 스위스)의 취리히주의 리히터스빌에서 태어났다. 소년 시절 그는 취리히의 카롤리눔을 졸업하고, 튀빙엔 대학교에서 공부했다. 1758년에 그는 뷔르템베르크 공작의 군복무를 시작하여 기병 대위로 진급했다. 그는 7년 전쟁에 참전했지만, 전투는 보지 못했다. 이후 그는 터키와의 전쟁(1768~74)에서 러시아 군대에서 복무했다.
요제프 2세에 대한 그의 끈질긴 관심은 그를 위해 오스트리아 제국 군대의 위임을 받았고, 짧은 바이에른 왕위 계승 전쟁 (1778~79)에 참전했다. 근면하고 창의적인 지휘관인 그는 빠르게 진급했다. 1차 연합 전쟁, 특히 뷔르츠부르크 전투에서 캠페인을 벌인 결과 마리아 테레지아 훈장 기사 십자훈장을 받았고, 1798년에는 사령관 십자 훈장을 받았다. 카를 대공은 1799년 제1차 취리히 전투에서 그를 오스트리아 전열의 중앙 지휘관으로 임명했다. 그는 1799년 9월 25일 장크트갈렌주 셰니스 근처에서 아침 안개 속에서 프랑스군의 머스켓 피격으로 사망했다.